# Szymon Olszański
Szymon Olszański herbu Jastrzębiec – stolnik wołyński w 1757 roku, podwojewodzi wołyński, deputat na Trybunał Główny Koronny.
Poseł województwa wołyńskiego na sejm konwokacyjny 1764 roku. Członek konfederacji radomskiej w 1767 roku.
Poseł województwa wołyńskiego na sejm 1776 roku. 